# Чому Земан?
Чому Земан? (чеськ. Proč právě Zeman?) — книга чеських авторів Яна Герцмана та Мартіна Комарека про президентську кампанію Мілоша Земана 2013 року та причини його перемоги. Книгу було опубліковано в березні 2013 року. В ній оглядаються кандидати в президенти Чеської республіки. Автори дійшли висновку, що Карел Шварценберг був ідеальним опонентом для Земана, оскільки він ніколи не мав шансу його перемогти.